# Dugesia lanzai
Dugesia lanzai és una espècie de triclàdide dugèsid que habita l'aigua dolça de Kenya, Àfrica. Aquesta espècie s'assembla a D. neumanni i D. sicula, diferenciant-se a nivell de l'òrgan copulador en la mida i forma del diafragma que separa el conducte ejaculador de la vesícula seminal i en la naturalesa muscular del bulb penià.

## Descripció
Els espècimens preservats de D. lanzai mesuren fins a 17 mm de longitud i 7 mm d'amplada. Els ulls són petits i se situen al cap dins de petits pegats sense pigment. Als marges posteriors del cap presenten els òrgans sensorials de les aurícules o solcs auriculars. Al marge anterior del cos presenten setze fosses sensorials. La superfície dorsal del cos és de color marró fosc i presenta una banda ampla pàl·lida al llarg de cadascun dels marges del cos i una tercera que la recorre pel mig des del cap fins a la cua. La superfície ventral és més pàl·lida que la dorsal i presenta dues bandes negroses longitudinals que travessen tot el cos.